# The Savoy
The Savoy est une revue mensuelle britannique publiée en 1896 à Londres.

## Historique
Initialement trimestrielle et appelée The Savoy, an illustrated quarterly, cette revue fut fondée par l'éditeur Leonard Smithers, avec Aubrey Beardsley et Arthur Symons, en janvier 1896 à Londres. Son nom provient du tout nouvel Hôtel Savoy, qui venait d'ouvrir, réputé pour sa modernité. La périodicité devient ensuite mensuelle en juillet, et s'arrête en décembre de la même année, après 8 livraisons. Le prix de vente était de 2 shillings et 6 pence pour 192 pages, pour passer ensuite à 2 shillings pour 112 pages. L'impression des images, des vignettes, des ornementations est produite par le studio londonien de Paul Hermann Neumann (1851-?), qui fait appel à la gravure sur bois et à la zincographie.
Cette revue d'art et de littérature reflète le mouvement décadentiste anglais, résolument opposé aux valeurs conservatrices victoriennes. Elle avait été lancée pour concurrencer The Yellow Book, et plus vraisemblablement pour rendre hommage à l'esprit d'Oscar Wilde, condamné aux travaux forcés : Bearsdley avait été renvoyé par John Lane, l'éditeur du Yellow Book, juste après le procès de Wilde.
L'écrivain et critique fortuné Hubert Crackanthorpe (en) fut approché par Smithers et Cass pour racheter la revue. Le 25 décembre 1896, Crackanthorpe fut retrouvé noyé dans la Seine, les circonstances de sa mort ne furent jamais élucidées. Dans l'ultime numéro, Symons regrette que la chaîne de librairie Smith & Son ait choisi de ne pas distribuer The Savoy au prétexte qu'elle contenait des reproductions d'œuvres de William Blake (lesquelles furent jugées « choquantes »). Une autre raison était sans doute l'affaire Oscar Wilde : Smithers et Beardsley étaient des intimes de l'écrivain, éclaboussé par un procès retentissant et enfermé depuis juin 1895 — l'opinion se détourna de la revue.

## Auteurs publiés
Plusieurs écrivains et dessinateurs célèbres ont été publiés dans The Savoy :
- Aubrey Beardsley (dont l'ensemble des couvertures et l'intérieur du dernier numéro)
- Max Beerbohm
- Joseph Conrad, avec la nouvelle The Idiots (no 6, octobre 1896)
- William Brown Macdougall
- Stéphane Mallarmé, traduction du poème Hérodiade par Arthur Symons (no 8, décembre 1896)
- Vincent O'Sullivan
- Andrew Kay Womrath
- W. B. Yeats

D'autres, moins connus, comme les dessinateurs William Thomas Horton (1864-1919) et Fred Hyland.

## The Savoy en ligne
- (en) The Savoy, vol. 1, Londres, L. Smithers, 1896, 388 p. (disponible sur Internet Archive), janvier et avril 1896.

- (en) The Savoy, vol. 2, Londres, L. Smithers, 1896, 310 p. (disponible sur Internet Archive), juillet, août et septembre 1896.

- (en) The Savoy, vol. 3, Londres, L. Smithers, 1896, 310 p. (disponible sur Internet Archive), octobre, novembre et décembre 1896.